# 黒田祐
黒田 祐（くろだ たすく、1977年4月19日 - ）は、富山県中新川郡上市町出身の元プロバスケットボール選手である。背番号は11番。ポジションはガード。172cm、64kg。現在は富山グラウジーズ社長、NPO法人「GROUSES.NET」理事長。

## 来歴
富山商業高校ではインターハイに3年連続で出場し、信州大学でも2000年の国体に出場。大学では長野オリンピックスピードスケート日本代表コーチも務めた結城匡啓講師（当時、現教授）のゼミに参加。NPO法人に興味を示す。
卒業後に帰郷し、砺波市の酒造会社に勤務する傍ら、富山グラウジーズに入団。選手活動とも並行してバスケ教室を開き、2005年にはNPO法人に認定された。選手としても主将を務めオールジャパンに出場した。
2006年、グラウジーズのbjリーグ参加によりプロ契約。
2007年現役引退。
2008年、ゼネラルマネージャーに就任。
2009年、社長に就任。

## 経歴
- 上市町立上市中学校 - 富山商業高校 - 信州大学 - 富山グラウジーズ